# Jitzchak Levanon

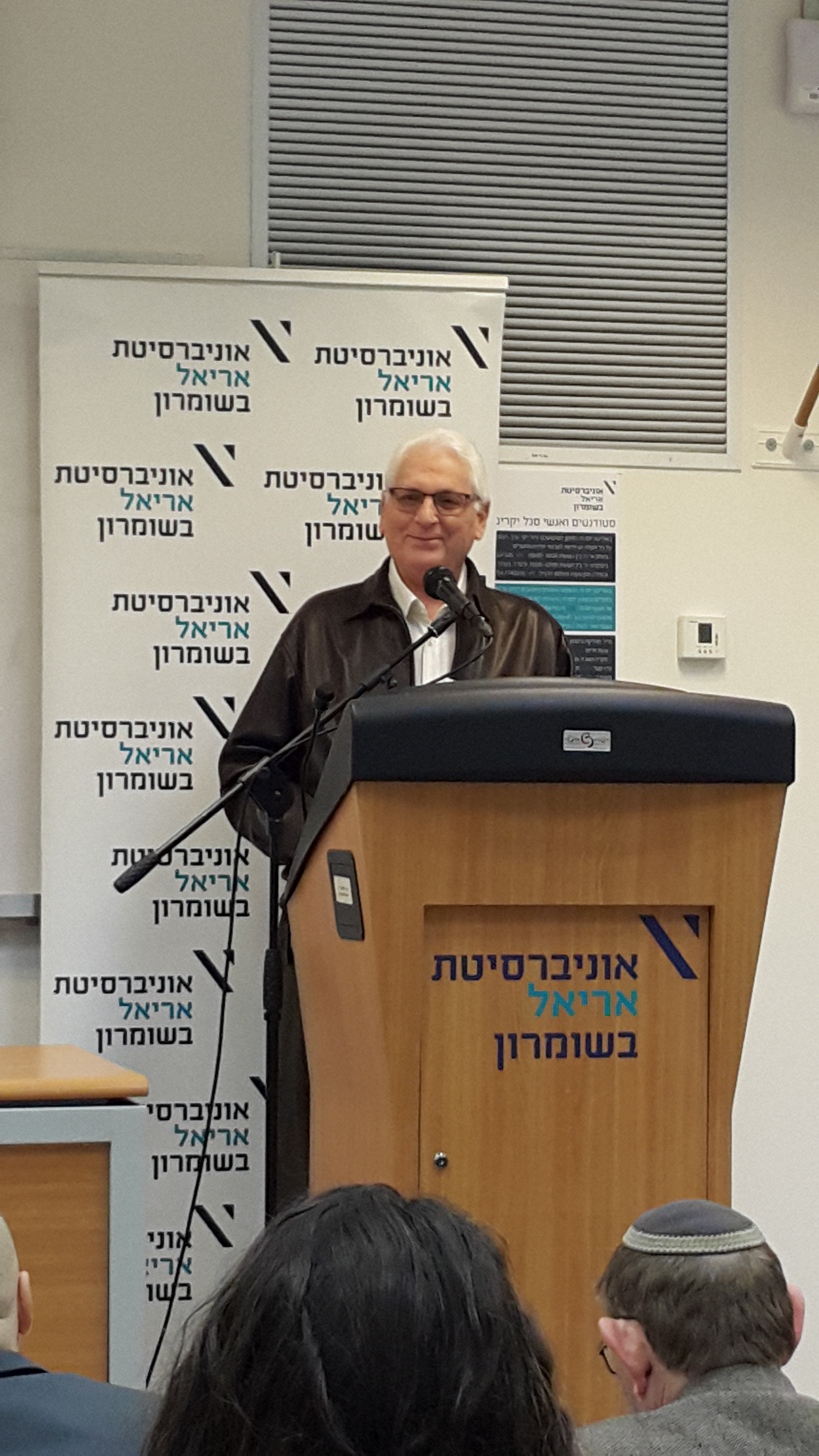
Jitzchak Levanon

Jitzchak Levanon (* ~ 1944 im Libanon; † 27. Dezember 2023 in Israel) war ein israelischer Diplomat.

## Leben
Levanons Mutter Shulamit Kishik-Cohen wurde 1961 unter dem Vorwurf der Spionage im Libanon inhaftiert und zum Tode verurteilt. 1967 wurde sie im Zuge eines Gefangenenaustausches nach dem Sechstagekrieg freigelassen.
Levanon trat später in den diplomatischen Dienst des israelischen Außenministeriums ein. Während seiner Karriere war er unter anderem in der israelischen Mission bei den Vereinten Nationen in New York City tätig, ging danach nach Venezuela und Kolumbien, war fünf Jahre in Paris sowie fünf Jahre in Kanada. Als Nächstes wurde Levanon israelischer Generalkonsul in Boston und schließlich ständiger Vertreter Israels bei den Vereinten Nationen in Genf, wo er Israel ebenfalls bei der WTO vertrat. Nach seiner Tätigkeit in Genf wurde Levanon nach Kairo entsandt, wo er der neue israelische Botschafter in Ägypten wurde. Als es September 2011 nach knapp zweiwöchigen Protesten vor der israelischen Botschaft zur Erstürmung selbiger kam, wurde Levanon und das dort anwesende Botschaftspersonal von ägyptischen Sicherheitskräften evakuiert und flog anschließend nach Israel aus. Im November kehrte Levanon kurzzeitig nach Kairo zurück.